# Феноптоз
Феноптоз — гипотеза запрограммированной смерти, выдвинутая в 1880-х годах Августом Вейсманом. Согласно этой гипотезе, предполагается, что путём естественного отбора возник механизм для исключения старых изношенных особей с целью освобождения жизненного пространства и ресурсов молодым поколениям.
Лекция А. Вейсмана в университете Фрайбурга в 1881 году была первой попыткой объяснить феномен старения и «естественной смерти» многоклеточных организмов в рамках теории естественного отбора и клеточной теории.
В наши дни гипотеза запрограммированной смерти известна под названием «феноптоз». Этот термин предложил академик В. П. Скулачёв по аналогии с апоптозом — феноменом программированной клеточной смерти. Иногда феноптоз также называется гипотезой или теорией феноптоза В. П. Скулачёва, хотя она не была им выдвинута.
Тем не менее, дискуссия о приоритете выдвижения гипотезы феноптоза не прекращена до сих пор. Есть мнение, что гипотеза феноптоза выдвинута Альфредом Расселом Уоллесом, который является соавтором теории эволюционного отбора и за 12–15 лет до А. Вейсмана высказал мысль об адаптивном значении старения в эволюции. То есть, старение и смерть от старения могут быть запрограммированны: «Родители, произведя достаточное количество потомков, становятся помехой для этих потомков, конкурируя с ними за пищу. Естественный отбор выбраковывает родителей и во многих случаях даёт преимущества тем расам, представители которых умирают почти сразу же после того, как произвели потомство». (Альберт Рассел Уолесс, из краткой, неопубликованной записки середины 60-х — начала 70-х годов XIX века). О том, что такой факт имел место, свидетельствует сноска редактора Полтона в одном издании трудов Вейсмана датированном 1891 годом на стр. 23-24, на которую обычно ссылаются сторонники признания Альфреда Рассела Уоллеса автором гипотезы феноптоза
Опыты Алексиса Карреля по выращиванию изолированных от организма клеток в культуре ткани как будто опровергали предположение А. Вейсмана о «смертности» соматических клеток. А. Каррель выделял из куриного сердца кусочек миокарда, помещал его в питательную среду и инкубировал в термостате. Через несколько дней по периферии кусочка миокарда появлялся слой делящихся фибробластов. Тканевый кусочек разделялся на две равные части, которые пересаживались в новые стеклянные сосуды и инкубация продолжалась. Пересевы можно было продолжать длительное время (месяцы и годы), и на протяжении всех этих пассажей фибробласты продолжали делиться.
До 1961 года считалось, что постулат А. Вейсмана опровергнут. Но Леонард Хейфлик и П. Мурхед провели эксперименты по культивации фибробластов человеческих эмбрионов. Эти исследователи помещали в питательную среду отдельные клетки, а не цельный кусочек ткани, как это делал А. Каррель. В культуре начиналось деление фибробластов, и когда клеточный слой достигал определённого размера, его делили пополам, диссоциировали клетки и переносили в новый сосуд. Подобные пассажи продолжались до тех пор, пока деление клеток не прекращалось, что происходило в среднем через 50 делений. Клеточное деление прекращалось, а клетки спустя определённое время погибали. Эти опыты были многократно подтверждены другими исследователями. Сам факт неоднократного подтверждения этого феномена инициировал очередную переоценку теоретического наследия А. Вейсмана. Критическое число делений соматических клеток получило название «лимита Хейфлика», который для соматических клеток различных видов позвоночных животных оказался различным и коррелировал с продолжительностью их жизни.

## Теломерная гипотеза старения А. М. Оловникова
Оловников А. М. в 1971 году выдвинул гипотезу маргинотомии для объяснения феномена лимита Хейфлика. Согласно этой гипотезе лимит Хейфлика объясняется тем, что у эукариот при каждом клеточном делении хромосомы немного укорачиваются. У хромосом имеются особые концевые участки — теломеры, которые после каждого удвоения хромосом становятся немного короче, и в какой-то момент укорачиваются настолько, что клетка уже не может делиться и со временем постепенно теряет жизнеспособность.
А. М. Оловников предполагал, что «нестарение» бактерий обусловлено кольцевой формой ДНК, а теломерные последовательности в стволовых и раковых клетках защищены благодаря постоянному их удлинению при каждом делении клетки ферментом теломеразой.
Значительная часть теоретических разработок А. М. Оловникова посвящены феноменам старения и онтогенеза. Он пытался объяснить в свете своей гипотезы феномены старения, канцерогенеза и иммунных реакций.
В 1998 году вывод о теломерном механизме ограничения числа делений клетки был экспериментально подтверждён. Лимит Хейфлика преодолён активацией теломеразы.
Стремительный прогресс познания в областях клеточной и молекулярной биологии привёл к тому, что в 90х годах XX века и первом десятилетии XXI веков стало ясно, что организм любого вида Metazoa состоит из двух клеточных пулов: стволовых клеток, которые не имеют внутренней причины старения и остальных специализированных клеток сомы с ограниченным регенерационным потенциалом и подверженных клеточному старению как от действия теломерно-теломеразного механизма, так и от стохастических причин. Такие постаревшие и переставшие делиться клетки элиминируются из организма апоптозом. Пул стволовых клеток пополняется путём симметричного митоза стволовых клеток, а пул соматических клеток пополняется асимметричным митозом тех же стволовых клеток. Стало ясно и то, что многоклеточному организму необходимо избавляться от поврежденных клеток, способных в случае их выживания давать клон клеток с нарушенными свойствами и функциями, что может грозить непредсказуемыми последствиями (например, образованием злокачественной опухоли). Поэтому, уничтожение апоптозом клеток, достигших лимита Хейфлика — только частный случай сохранения морфологического и функционального гомеостаза организма. Другими словами, генетический контроль продолжительности жизни клетки, основанный на контроле за числом её митозов — это только один из механизмов, позволяющих исключить из клеточной популяции долгоживущие клетки, которые за время своего существования (у человека — это многие десятилетия) возможно, сумели в результате суммации молекулярных и метаболических ошибок приобрести признаки вредные для существования организма.
В рассматриваемый период наука признала существование потенциально бессмертных и демонстрирующих пренебрежимое старение. То есть, старение — не обязательный атрибут существования многоклеточных организмов, ибо многие виды прекрасно обходятся без него. Общеизвестно, что стареющие и нестареющие формы имеют одни и те клеточные механизмы, в том числе теломерно-теломеразный механизм старения клеток и апоптоз. В данном случае уместна цитата из Л.Хейфлика: «…я не верю в то, что старение и смерть людей наступает вследствие прекращения деления их клеток».
Таким образом, стало понятно, что постулат А. Вейсмана: — старение организма определяется тем, что у соматических клеток «…способность к росту путём деления не вечна, а ограничена» справедлив только для пула соматических специализированных клеток. Но, играет ли хоть какую-то роль в старении целостного организма генетический контроль числа митозов соматических специализированных клеток — вопрос открытый и риторический.
8 июля 2007 года в гостинице «Прибалтийская» Санкт-Петербурга, где в то время проходил VI Европейский Конгресс международной ассоциации геронтологии и гериатрии, А. М. Оловников публично отказался от теломерной теории старения.

## Критика, известные оппоненты и сторонники гипотезы феноптоза Вейсмана
Главный аргумент против гипотезы феноптоза впервые был изложен в интоксикационной гипотезе старения И. И. Мечникова: — представления о так называемой «эволюционной тени».
С работами Медоуэра, Уильямса
и Гамильтона, посвященными так называемым плейотропным генам, представления об «эволюционной тени» И. И. Мечникова получили вторую жизнь.
Уильямс суммировал аргументы против идеи программированной смерти: — в природе практически все животные умирают в относительно молодом возрасте от случайных причин. Другими словами — если существует механизм программированной смерти, то он не может определять продолжительность жизни у подавляющего числа особей популяции; поиски механизма программированной смерти успехом не увенчались; трудно представить то, как такой признак (программа смерти) мог бы возникнуть в процессе естественного отбора. Поэтому известные геронтологи, например супруги Л. А. и Н. С. Гавриловы, идеи А. Вейсмана о том, что старение и смерть есть «нечто вторичное, возникшее в процессе адаптации» (гипотеза программированной смерти), именуют не иначе как «усопшими».
К современным противником гипотезы феноптоза относится известный геронтолог Томас Кирквуд, который в 2002—2004 годах предлагал признать установленным фактом, что эта гипотеза А. Вейсмана является «ошибочной точкой зрения»
. В пользу своего вывода Кирквуд привел два соображения. Во-первых, старение не может дать сколько-нибудь существенный вклад в общую смертность в естественных популяциях, так как большинство животных умирает в сравнительно молодом возрасте. Во-вторых, «любой мутант, в котором процесс старения окажется инактивированным, получит преимущества, и мутантный фенотип распространится в масштабах всей популяции.
Сторонником и активным популяризатором гипотезы феноптоза Августа Вейсмана является Теодор Гольдшмидт. В странах бывшего СССР эту гипотезу поддерживают и развивают: — академик В. П. Скулачёв, А. В. Макрушин, Ю. А. Лабас, А. Г. Бойко, В. В. Зюганов.

## Попытки модернизации гипотезы феноптоза Вейсмана. Подход В. П. Скулачёва и подход А. Г. Бойко
Эволюционные идеи Августа Вейсмана о запрограммированности старения не получили широкой поддержки до сих пор, даже несмотря на то, что одна из его идей — ограниченность пролиферативного потенциала соматических клеток, получила полное подтверждение для пула специализированных клеток. Поэтому, в наши дни гипотеза феноптоза (запрограммированной смерти) доминирующей не является. Ряд адептов идей Августа Вейсмана полагают, что нынешнее положение вещей объясняется тем, что в его гипотезе недостаточно аргументов, фактов и интерпретаций известных феноменов и её нужно „модернизировать“. К сему дню известно только две попытки „модернизации“ гипотезы феноптоза (запрограммированной смерти) Августа Вейсмана. Одна принадлежит академику РАН В. П. Скулачёву (МГУ, Москва), другая украинскому теоретику в области биологии старения Алексею Бойко (Одесский университет).

### Подход В. П. Скулачёва к модернизации гипотезы феноптоза Вейсмана
Модернизированная версия гипотезы феноптоза (запрограммированной смерти) Августа Вейсмана от академика РАН В. П. Скулачева развиваемая автором начиная с 90х годов прошлого века предполагает более расширенное понимание термина „запрограммированная смерть“:

„Представляется очевидным, что массовый апоптоз в жизненно важных органах должен привести к гибели всего организма. На первый взгляд это событие следует рассматривать как летальную патологию, имеющую для популяции только отрицательный смысл. Однако дело оказывается не столь однозначным, если организм, о котором идет речь, является членом семьи или сообщества других индивидуумов. Тогда можно представить себе ситуацию, когда альтруистическая смерть индивидуума принесет пользу группе индивидуумов, продолживших свой жизненный путь. Подобная групповая адаптация могла бы способствовать приспособлению популяции к меняющимся условиям внешней среды. В таком случае цепь событий митоптоз → апоптоз → органоптоз можно было бы в принципе дополнить еще одним этапом, и именно запрограммированной смертью особи. Явление такого рода предлагается называть феноптозом. Феноптоз можно определить как способ очистки сообщества организмов от приносящих вред или просто ставших лишними индивидуумов посредством включения ими программы собственной гибели“.

Аргумент об "альтруистической смерти индивидуума, приносящей пользу группе индивидуумов, продолживших жизненный путь" не выдерживает критики с точки зрения эволюционной генетики. Это типичный аргумент группового отбора, сродни легендам о совершающих суицид леммингах "для пользы вида"; в большинстве реальных биологических ситуациях такой групповой отбор не работает. Это происходит потому что невозможно объяснить, почему редкий эгоистический генотип, отказывающийся добровольно погибнуть "для пользы вида" не получит селективного преимущества, и тем самым не вторгнется в гипотетическую популяцию альтруистических особей, практикующих "феноптоз". Очень специальные условия должны выполняться чтобы такой радикальный альтруизм был бы эволюционно стабильной стратегией, не говоря уж о единственной эволюционно стабильной стратегии.
Версия В. П. Скулачева предполагает запрограммированную смерть не только от причин старения, но и в других случаях, когда индивидуум представляет угрозу популяции в целом: инфекционные заболевания, опасные мутации генома (антимонстровая функция) и т. д. Смерть от старения рассматривается только как частный случай феноптоза.
В. П. Скулачев постулирует, что эволюционно возник ряд механизмов быстрого и медленного феноптоза: сепсис, канцерогенез, инфаркт и т. д. при этом главная роль при медленном феноптозе (старение целостного организма) отводится клеточному механизму апоптоза.
Идеи об феноптозе В. П. Скулачева цитируются практически в каждом более или менее полном обзоре посвящённом той или иной проблеме геронтологии (но как правило в качестве примера радикально неверной идеи). Тем не менее полноценной доказательной базы эти идеи не имеют.
Практически, все тезисы критики оппонентов сведены в обзоре А. Г. Бойко:

„Концепция феноптоза В. П. Скулачева — умозрительная абстракция, исходящая из ложных предпосылок, так как она предполагает, что феноптоз обусловлен апоптозом в гипотетической цепи событий: митоптоз — апоптоз — органоптоз — феноптоз. Против этого свидетельствует тот факт, что в мозгу взрослых млекопитающих наблюдается удивительно низкий уровень апоптоза и поэтому пул нейронов в течение их жизни уменьшается незначительно. Другими словами, очевидно, что у млекопитающих вредные возрастные проявления апоптоза являются не причиной старения, а следствием постмитотичности мозга. А потому борьба с апоптозом не может привести к значительному прорыву в области увеличения продолжительности человеческой жизни“.. Создается впечатление, что упоминаемые В. П. Скулачевым факты носят единичный характер, зачастую они довольно спорны и могут по-разному трактоваться в зависимости от убеждений исследователя».

В последние годы В. П. Скулачев предпринял попытку экспериментально доказать свои идеи, то есть снизить интенсивность апоптоза до практически «безопасного» уровня. Был синтезирован катионный антиоксидант SkQ (скулачёв-ион), позволяющий в 1000 раз повысить антиоксидантный запас митохондрий — который накапливается по электрическому полю внутри митохондрии. Свои эксперименты В. П. Скулачев назвал «революцией в геронтологии» исходя из того, что «если наши гипотезы подтвердятся, то человек будет жить в 10 раз дольше — до 800 лет». Перед началом и в ходе экспериментов В. П. Скулачева ряд исследователей и общественных активистов выступающих за продление человеческой жизни дали ряд прогнозов результатов обсуждаемых опытов.

### Подход Алексея Бойко к модернизации гипотезы феноптоза (запрограммированной смерти) Августа Вейсмана
Малоизвестная версия гипотезы феноптоза (запрограммированной смерти) Августа Вейсмана от А. Г. Бойко, развиваемая начиная с 90х годов 20го века, но окончательно сформулирована в 2010 году. (Ряд постулатов этой версии опубликован намного раньше и широко обсуждались в научной и научно-популярной прессе). Эта версия консервативна: — ни один из постулатов А. Вейсмана не отброшен и не изменен и названа автором «третьей концепцией старения» в дополнение к двум существующим:
- 1. старение — стохастический, вероятностный процесс, результат нарастающего повреждения («изнашивания») структур организма путём самоотравления продуктами жизнедеятельности и/или повреждения, наносимого постоянно действующими факторами среды, что сейчас считается установленным феноменом в биологии старения;
- 2. старение: — генетически запрограммированный процесс, результат последовательно развертывающейся программы реализации генетической информации: — результат естественных процессов, так или иначе запрограммированных в геноме.

Старение в рамках этой концепции рассматривается как «стохастическая реализация генетической программы старения»".
Другими словами, если на каком-то этапе онтогенеза генетически запрограммировано выведение тем или иным путём механизма репарации из строя или возникновения препятствий для клеточного турновера, то это и есть программирование феномена старения. Преимущественно, программируется полный или частичный постмитотичный дизайн организма, который является фактором, обеспечивающим перенос эффектов клеточного старения специализированных клеток происходящее из-за стохастических факторов на физиологическое состояние организма возрастзависимо снижая жизненный потенциал организма, и в конечном итоге увеличивает вероятность смерти с возрастом. Поэтому, старение это стохастическая реализация генетической суицидальной программы.
Аргументация концепции опирается на эволюционный анализ феномена старения выполненный А. Г. Бойко совместно со школой Ю. А. Лабаса.
Фактически, «третья концепция геронтологии» является хорошим обоснованием постулата Августа Вейсмана — «старение организма определяется тем, что у соматических клеток …способность к росту путём деления не вечна, а ограничена» в рамках базы данных современной биологии. В свете «третьей концепции геронтологии» понятно и то, что свободнорадикальные и иные клеточные процессы у особей потенциально бессмертных видов не препятствуют их вечной молодости, тогда как у стареющих форм принимают активное участие в их старении.
Судя по всему, как и академик Скулачёв В. П. группа Алексея Бойко пытается предпринять попытку экспериментально доказать свои идеи. В 2009 году А. Г. Бойко опубликовал обоснование геропротекторного РНК-проекта.